# James George Frazer
James George Frazer, född 1 januari 1854 i Glasgow, död 7 maj 1941 i Cambridge, var en brittisk antropolog och religionsvetenskapsman. Hans verk Den gyllene grenen fick ett stort genomslag och har haft ett betydande inflytande på engelskspråkig skönlitteratur.

## Biografi
James George Frazer blev professor i social antropologi i Liverpool 1907 och i Cambridge 1921. Han adlades 1914. Frazer var lärjunge till Edward Burnett Tylor och var liksom denne en av de främsta representanterna för den brittiska antropologiska skolan, som gjorde de naturfolkens sedvänjor och tankevärld till sitt huvudstudium och med detta som utgångspunkt försökte belysa dels samtida europeisk folktro och folksed, dels forntidens religioner. Frazer försökte främst utreda förhållandet mellan religion och magi och ville därvid visa på några av de vanligaste trolldomsformernas uppkomst ur idéassociationer.

## Författarskap
Frazers främsta verk var Den gyllene grenen, första upplagan utgiven 1890 i två band. En svensk översättning utkom i två band 1925. Ett supplement, Aftermath, utgavs 1936.
Bland hans övriga verk märks Pausanias' description of Greece (6 band, 1898), Totemism and exogamy (4 band, 1910), Folklore in the Old Testament (3 band, 1919, förkortad upplaga 1923), The belief in immortality (3 band, 1913-24), Man, God and immortality (1927), The worship of nature (2 band, 1926-31), Fasti of Ovid (5 band, 1929), samt Myths of the origin of fire (1930).
Frazer ansåg att magiföreställningar kan delas in i berörande magi (alt. överförande eller kontagiös magi) och sådan magi som grundas på principen om att lika ger lika (homeopatisk eller imitativ magi). Om magiföreställningen i sig ansåg Frazer att den kunde liknas vid en pseudovetenskap, där troende kunde skenbart få bekräftelse på sina antaganden men med felaktiga grunder och förhastade slutsatser.
Frazers verk fick stort genomslag, och framförallt brittiska författare inspirerades av hans teorier. Mest bekant är T.S. Eliots The Waste Land (Det öde landet), men även Rudyard Kipling, W.B. Yeats, Alfred Tennyson och D.H. Lawrence hörde till dem som tog intryck av Frazers Den gyllene grenen.
Frazer ägnade sig själv inte åt något eget antropologiskt fältarbete, men han hade en omfattande brevväxling med missionärer och kolonialämbetsmän, vilka besvarade hans frågelistor, Questions on the Customs, beliefs and Languages of Savages (1907). Idag anses Frazers verk som förlegat, men hans insats är bestående, främst genom att han var en föregångare inom sitt fack men också tack vare det stora faktamaterial han samlade in.